# NGC 2281
NGC 2281 je otvoreni skup  u zviježđu Kočijašu. 

## Vanjske poveznice
- SEDS: NGC 2281